# 金华市博物馆
29°06′17″N 119°39′44″E / 29.10472°N 119.66222°E
金华市博物馆是中国浙江省金华市的一所综合性博物馆，位于婺城区东市街与将军路交叉口。

## 历史
2010年3月18日开馆。占地9761平方米、建筑面积13068平方米。
馆内主要藏品有吕焕章《金华府城图》、太平天国侍王府照壁石雕团龙、陆游《重修智者广福禅寺记》碑刻、孔子弟子镜、太平天国护军木印、青瓷点彩六系罐、镶金圜底如意形料杯、张瑞图《书法册页》等。